# Rinteln
Rinteln er en by og kommune i det nordvestlige Tyskland med 25484 indbyggere (2018-12-31), beliggende i Weserbergland ved floden Weser i den sydlige del af Landkreis Schaumburg. Denne landkreis ligger i den nordlige del af delstaten Niedersachsen.

## Historie
I middelalderen var der en bymur omkring byen, der efterhånden i 16-1800-tallet udviklede sig til Rinteln Fæstning (de). Fra 1619 til 1810 eksisterede Universität Rinteln.

## Geografi
Rinteln er omsluttet af det mod syd liggende Lipper Bergland, Wesergebirge mod nord og Süntel mod øst, samt Fischbecker Bergen. Byen ligger i naturparken Naturpark Weserbergland Schaumburg-Hameln. Landskabet „Rintelner Becken“ er præget af den markante Schaumburg, og det omkring 225 meter høje Nesselberg (sydlig udløber af Wesergebirge). Omkring 2 km vest for byen ligger den 76 ha store kunstige sø Doktorsee.
Kommunen omfatter (ud over hovedbyen) 18 kommunedele og flere landsbyer og bebyggelser:
| - Ahe med Großer og Kleiner Neelhof - Deckbergen - Engern - Exten med Kehl - Friedrichswald - Goldbeck med Klein Goldbeck og Neu Goldbeck | - Hohenrode - Kohlenstädt - Krankenhagen med Friedrichshöhe, Nottberg og Strüvensiek - Möllenbeck med Ellerburg und Hessendorf - Schaumburg med Domäne Koverden, Ostendorf, Paschenburg og Rosenthal | - Steinbergen med Schloss Arensburg - Strücken med Saarbeck - Uchtdorf med Forsthaus Taubenberg - Todenmann med Gut Dankersen - Volksen med Weseberg - Wennenkamp med Passenstein - Westendorf med Gut Echtringhausen og Westendorfer Landwehr |